# Lorenzo Maddem
Lorenzo Maddem (Acireale, 14 novembre 1801 – Catania, 14 marzo 1891) è stato un ingegnere italiano.
La sua attività accademica da studente prima, quindi da docente di Fisica e poi, per oltre vent'anni, quale preside della Facoltà di Scienze, si svolse principalmente all'Università degli Studi di Catania, godendo di "fama meritata ed unanime", secondo quanto scrisse Vincenzo Mortillaro nel 1838. Durante la sua vita, oltre la carriera universitaria, collaborò con varie accademie (fu uno dei soci fondatori dell'Accademia Gioenia), svolse varie attività pubbliche, nonché partecipò a diversi progetti tecnici.

## Biografia e carriera

### Vita accademica
Figlio di Giovanni, ingegnere (attivo ad Acireale nella prima metà dell'Ottocento) e Maria Ragusa, studiò presso l'Università degli Studi di Catania, conseguendo la laurea in Filosofia e Matematica, e dove vinse il concorso per la cattedra di fisica sperimentale nel 1829. Al suo operato si deve "un'importante svolta culturale" nella storia della Facoltà di Scienze, promuovendo, in particolare, gli studi della fisica.
Dal 1845, collaborò alla realizzazione dell'orto botanico di Catania, essendo stato incaricato delle questioni tecniche da Francesco Tornabene. Fu anche direttore dell'osservatorio meteorologico dell'università etnea.
Nel 1862, mutati gli ordinamenti degli studi, ebbe conferita la cattedra di Meccanica razionale e Geodesia teoretica. Successivamente, fu preside della Facoltà di Scienze e segretario della sezione di Scienze naturali dal 1879 al 1881. Nonostante la lunga attività accademica, preferì sempre divulgare le sue conoscenze ed i suoi studi a voce piuttosto che per mezzo di stampa, e questo ne ha ridotto considerevolmente il numero di scritti disponibili.
Collaborò inoltre, dal 1832, a mantenere viva l'Accademia degli Zelanti, contribuendo, assieme a Gaetano d'Urso, a riportarla agli antichi splendori, nonché favorendo un approccio che oggi verrebbe definito più "scientifico" alle materie ed all'insegnamento. Nel discorso inaugurale Sulla missione delle Accademie, inserito nell'Introduzione della Relazione Accademica dell'A.A. 1833-34, Maddem ammonì contro i "falsi metodi di insegnamento", raccomandando lo studio della matematica.
Fu poi professore emerito e socio fondatore dell'Accademia Gioenia di Catania, e di concerto con gli altri membri di quest'accademia spinse per l'ammodernamento e lo sviluppo industriale della Sicilia, come dimostrano l'articolo Intorno uno dei mezzi d'istruire la classe industriale in Sicilia
e il discorso Intorno un mezzo acconcio al progredimento delle arti e delle manifatture in Sicilia, letto innanzi alla Società Economica della provincia di Catania nel marzo del 1838. In questo frangente, sottolineò anche come la situazione di povertà della popolazione siciliana, portasse non solo al disagio per la stessa, ma anche ad una scarsa qualità delle opere, andando quindi a denunciare la sottoccupazione dei lavoratori sull'isola e gli effetti deleteri che poteva portare all'economia.
Con testamento del 28 maggio 1886, lasciò all'università di Catania tutti i suoi libri, che lo ricorda con un mezzo busto in marmo che lo ritrae.

### Attività pubbliche
Oltre alla carriera accademica si occupò anche della cosa pubblica, sia nel Regno delle due Sicilie che nel Regno d'Italia, in diverse mansioni, fra cui quelle di ispettore di ponti e strade per le tre province di Catania, Messina e Siracusa e di commissario delle antichità e delle belle arti di Catania, nonché con varie commissioni, quale quella sull'ingrandimento del porto di Catania, occupandosi del collegamento terrestre del porto stesso
.

### Opere tecniche
Dal punto di vista ingegneristico, la sua attività fu non meno prolifica, ma concentrata principalmente in Sicilia.
Come ingegnere, prestò la sua opera alla realizzazione della ferrovia Messina-Catania, quindi gli venne affidata, intorno al 1836, la realizzazione del teatro di Acireale, sotto la spinta del poeta e filodrammatico Candido Carpinato, nonché il primo progetto del Teatro "Vittorio Alfieri" a Naso. Nel 1852, l'intendente di Catania lo chiamò alla gestione e al contenimento dell'eruzione dell'Etna, quindi, nel 1854, il Segretario di Stato, Ministro per gli Affari di Sicilia, lo incaricò di elaborare, insieme all'ingegnere Giuseppe Mazzarella, proposte "sul sistema da preferirsi per la costruzione del ponte" sul Simeto. Nel 1861 si dedicò inoltre alla realizzazione dello "Stabilimento Invalidi", oggi "Oasi Cristo Re".
La sua competenza tecnica consentì inoltre di progettare, con maggiore accuratezza, la cosiddetta "volta a cupola" e a "falsa cupola", promuovendone poi la diffusione nell'intera regione, quali componenti architettonici delle strutture edili utili ad una migliore resistenza agli eventi sismici.
Nel 1865 redasse, con Carmelo Sciuto Patti e Mario Di Stefano, il progetto della "Traversata della Ferrovia per la Città di Catania".

## Riconoscimenti e Onorificenze
Il 31 dicembre 1864, su proposta del Ministro dell'Istruzione Pubblica, fu nominato dal Re d'Italia Vittorio Emanuele II Ufficiale dell'Ordine dei Santi Maurizio e Lazzaro.
Il 6 giugno 1885, su proposta del Ministro della Pubblica Istruzione, fu nominato dal Re d'Italia Umberto I Commendatore dell'Ordine dei Santi Maurizio e Lazzaro.
La strada dove era situata la sua abitazione, nel centro storico della città etnea, porta il suo nome. Anche la sua città natale lo ricorda intitolandogli una via del centro storico.

## Pubblicazioni
- Lorenzo Maddem, Nota sulla teoria dei momenti, in Atti della accademia gioenia di scienze naturali di Catania, 1877.
- Lorenzo Maddem, Lettera dell'ingegnere prof. Lorenzo Maddem allo egregio Gianbattista Castiglia intorno la memoria sul metodo di fondazione da seguirsi, e su i guasti accaduti nella costruzione del nuovo carcere in Palermo, Messina, Stamp. T. Capra, 1839.
- Lorenzo Maddem, Mario Di Stefano e Carmelo Sciuto Patti, Progetto per la traversata di Catania proposto dalla Commissione incaricata dal Municipio: rapporto, in Giornale dell'ingegnere-architetto ed agronomo, vol. anno XIII, Milano, Edit. Proprietario B. Saldini, 1865.
- Lorenzo Maddem, Mario Di Stefano e Carmelo Sciuto Patti, Ferrovie sicule : traversata di Catania, con le modifiche proposte dalla Commissione incaricata dal Municipio, composta dai signori prof. cav. Lorenzo Maddem, prof. Mario Distefano, D.r. Carmelo Sciuto Patti, Catania, Stab. tip. Caronda, 1865.